# Poproč (okres Košice-okolie)

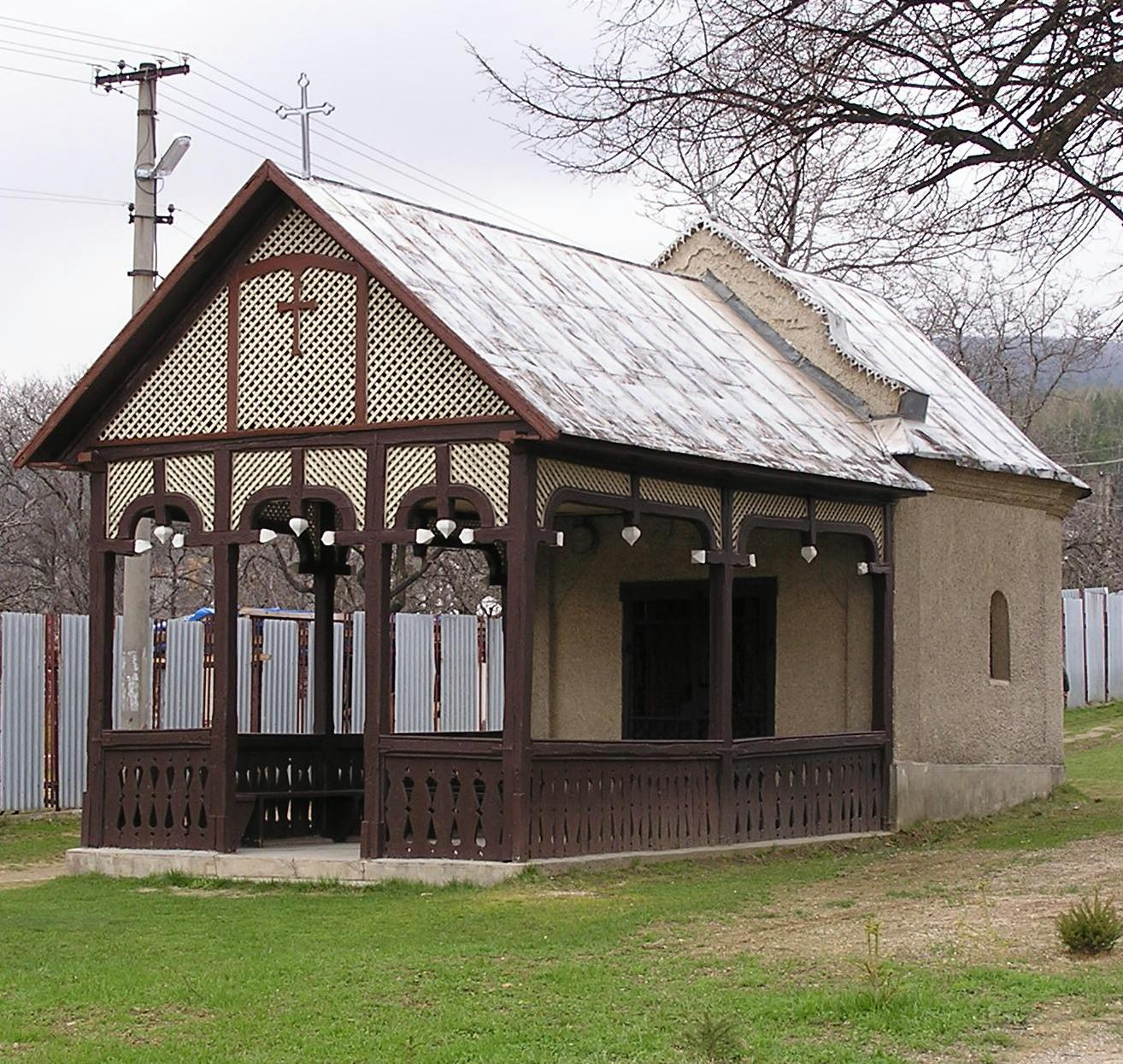
Poproč

Poproč (Hongaars: Jászómindszent) is een Slowaakse gemeente in de regio Košice, en maakt deel uit van het district Košice-okolie.
Poproč telt 2.768 inwoners.